# Pimelea axiflora
Pimelea axiflora är en tibastväxtart. Pimelea axiflora ingår i släktet Pimelea och familjen tibastväxter.

## Underarter
Arten delas in i följande underarter:
- P. a. alpina
- P. a. axiflora
- P. a. pubescens